# Башня Rowan
«Башня Rowan» (англ. rowan — рябина) — российская музыкальная группа.
Группа была основана в 1995 году как фолк-рок команда, но в результате долгих творческих поисков, переезда из Санкт-Петербурга в Москву и неоднократной смены состава (кроме основательницы группы — Тикки Шельен, настоящее имя — Марина Богданова) превратилась в коллектив, играющий неповторимую и необычную музыку, которую сама группа характеризовала как «арт-н-рок-н-фолк-н-ролл-н-фьюжн (ну или что-то похожее)». В их творчестве встречаются как лирические баллады, так и танцевальные мелодии.
Группа распалась в январе 2010 года.

## Музыканты

### Состав группы на 2010 год
- Тикки Шельен — вокал, автор песен (до 2006 года также акустическая гитара)
- Алина Зайцева — клавишные
- Никита Трубицын — саксофон
- Анна Костикова — скрипка
- Владимир Яновский — бас-гитара
- Андрей Чарупа — ударные
- Стас Валишин — администратор

### Прежние участники
В разное время в группе также играли:
- Мария Логофет — скрипка
- Олег Канаков — бас-гитара
- Дин Гиряндин — бас-гитара
- Георгий Капустин — бас-гитара
- Владимир «Саббат» Куйбышев — ударные
- J. — перкуссия, бэк-вокал
- Макель Гроллист — электрогитара, акустическая гитара
- Владимир «Вольдемар» Иванов — вокал, клавишные
- Евгений Коваленко — бас-гитара, акустическая гитара, вокал
- Владимир Кожекин — губная гармоника
- Алла «Эл» Кузнецова — клавишные, вокал
- Анастасия «Кузя» Кузнецова — вокал
- Зинаида Михайлова — скрипка
- Ирина SmileWish — скрипка
- Мария Нефёдова — скрипка
- Михаил Никитин — перкуссия
- Алексей Петров — ударные, woodbox
- Алексей «Поль» Поляков — вокал
- Кирилл «Кир» Политов — перкуссия, ударные
- Леонид «Улисс» Саврасов — перкуссия
- Мария Селюгина — альт
- Александр Соков — гитара
- Сергей «Пин» Сычев — бас-гитара
- Вита Шкряпкина-Шельен — скрипка, мандолина
- Александр Яцуренко — бас-гитара, вокал

## Официальная дискография
- 1999 — Марш уродов
- 2000 — Horribile Dictu (концертный альбом)
- 2002 — Пчеловечность
- 2004 — Ab Laternae (концертный альбом)
- 2007 — Все виновные будут устранены (концертный альбом)

Новые песни в репертуаре группы появлялись ежемесячно, но вследствие финансовых проблем их студийная запись и издание были невозможны. Однако концертные записи в формате MP3 доступны для прослушивания на официальном сайте.

## Другие музыкальные проекты Тикки Шельен совместно с музыкантами «Башни Rowan»

### «Гуси-Гуси»
Трио «Гуси-Гуси» выступало с 2006 года. Оно позиционировалось как акустический состав «Башни Rowan» и прекратило выступления в 2010 году, после окончательного распада группы. В трио входили Тикки Шельен (вокал и акустическая гитара), а также те музыканты, которые в это время играли в «Башне Rowan» на скрипке и клавишных. Иногда к концертам «Гусей» присоединялась Вита Шкряпкина, которая в «Башне Rowan» к тому времени уже не играла. «Гуси-Гуси» давали концерты в тех случаях, когда по тем или иным причинам не мог выступить полный состав группы.

### «Доминиканская кантата»
«Доминиканская кантата» — цикл песен о святом Доминике, написанный Тикки Шельен и Аланом Кристианом (Антоний Дубинин) в 2009 году. Впервые кантату исполнили «Гуси-Гуси» в этом же году, но студийная запись состоялась уже после распада группы — в 2012 году. Среди других музыкантов в записи приняли участие и бывшие участники «Башни Rowan» (из разных составов): клавишница Алина Зайцева и скрипачка Вита Шкряпкина. Презентация диска прошла 6 января 2013 года в петербургском католическом храме Святой Екатерины, в котором служат доминиканцы.